# أسباب الوفاة حسب المعدل
في عام 2019، كانت الأسباب العشرة الرئيسية للوفاة مسؤولة عن 55% من الوفيات البالغ عددها 55,4 مليون وفاة في العالم.
ترتبط الأسباب الرئيسية للوفاة في العالم، المُرتّبة وفقاً للعدد الإجمالي للخسائر في الأرواح، بثلاثة موضوعات عامة: القلب والأوعية (داء القلب الإقفاري والسكتة الدماغية)، والجهاز التنفسي (داء الانسداد الرئوي المزمن، وأمراض القناة التنفسية السفلى) والحالات المرضية في المواليد – التي تشمل الاختناق الولادي ورضخ الولادة، والإنتان الوليدي والعدوى الوليدية، ومضاعفات الولادة.
يمكن تقسيم أسباب الوفاة إلى ثلاث فئات: الأمراض السارية (الأمراض المعدية والطفيلية، والأمراض النفاسية والحالات المرضية في الفترة المحيطة بالولادة، والحالات المرضية التغذوية)، والأمراض غير السارية (المزمنة) والإصابات.

## الأسباب الرئيسية للوفاة في العالم
تمثلت 7 من الأسباب العشرة الرئيسية للوفاة في العالم في عام 2019 في أمراض غير السارية. وأدت هذه الأسباب السبعة إلى 44% من جميع الوفيات أي 80% من الوفيات الناجمة عن أهم عشرة أسباب. ومع ذلك، فقد أدت جميع الأمراض غير السارية مجتمعة إلى 74% من الوفيات على الصعيد العالمي في عام 2019.
أمراض القلب والأوعية الدموية تمثل أشد الأمراض فتكاً في العالم. تعد أمراض القلب والأوعية الدموية مسؤوله عن 16% من إجمالي الوفيات في العالم. ومنذ عام 2000، كانت أكبر زيادة في الوفيات هي تلك الناجمة عن هذا المرض، حيث تجاوز عدد الوفيات الناجمة عنه مليوني وفاة ليصبح 8,9 ملايين وفاة في عام 2019. وتمثل السكتة الدماغية وداء الانسداد الرئوي المزمن السبب الرئيسي الثاني والثالث للوفاة، حيث يُعدان مسؤولين عن حوالي 11% و6% على التوالي من مجموع الوفيات.
ظلت أمراض القناة التنفسية السفلى أشد الأمراض السارية فتكاً في العالم، حيث احتلت المركز الرابع في قائمة الأسباب الرئيسية للوفاة. ومع ذلك، فقد انخفض عدد الوفيات الناجمة عنها انخفاضاً كبيراً، فقد حصدت في عام 2019 أرواح 2,6 مليون شخص، أي ما يقل بمقدار 000 460 وفاة عن عام 2000.
تحتل الحالات المرضية في المواليد المركز الخامس. ومع ذلك، فإن الوفيات الناجمة عن الحالات المرضية في المواليد هي إحدى الفئات التي شهدت أكبر انخفاض عالمي في الوفيات من حيث الأرقام المطلقة خلال العقدين الماضيين، حيث أدت إلى وفاة مليوني مولود وطفل صغير في عام 2019، أي أقل من عام 2000 بمقدار 1,2 مليون طفل.
تتزايد الوفيات الناجمة عن الأمراض غير السارية. فقد زادت الوفيات الناجمة عن سرطان الرغامى والشُعب الهوائية والرئة من 1,2 مليون إلى 1,8 مليون، ويحتل الآن المركز السادس بين الأسباب الرئيسية للوفاة.
في عام 2019، احتل داء ألزهايمر وغيره من أشكال الخرف المركز السابع في قائمة الأسباب الرئيسية للوفاة. وتتأثر النساء بذلك على نحو غير متناسب، حيث تشكّل النساء 65% من الوفيات الناجمة عن مرض ألزهايمر وغيره من أشكال الخرف على الصعيد العالمي.
تُعد أمراض الإسهال من الأمراض التي شهدت أكبر قدر من الانخفاض في عدد الوفيات الناجمة عنها، حيث تراجعت هذه الوفيات على صعيد العالم من 2,6 مليون وفاة في عام 2000 إلى 1,5 مليون وفاة في عام 2019.
انضم داء السكري إلى قائمة الأسباب العشرة الرئيسية للوفاة، بعد زيادة كبيرة في الوفيات الناجمة عنه بلغت نسبتها 70% منذ عام 2000. كما يُعد داء السكري مسؤولاً عن أكبر ارتفاع في معدل وفيات الذكور الناجمة عن أهم عشرة أسباب للوفاة، حيث زاد هذا المعدل فيما يتعلق به بنسبة 80% منذ عام 2000.
أما الأمراض الأخرى التي كانت ضمن أهم عشرة أسباب للوفاة في عام 2000، فلم تعد مدرجة على القائمة. ومن بين هذه الأمراض الأيدز والعدوى بفيروسه. فقد انخفض عدد الوفيات الناجمة عن الأيدز والعدوى بفيروسه بنسبة 51% خلال السنوات العشرين الماضية، ليتراجعا من السبب الرئيسي الثامن للوفاة في العالم في عام 2000 إلى المركز التاسع عشر في عام 2019.
انتقلت أمراض الكلى من السبب الرئيسي الثالث عشر للوفاة في العالم إلى المركز العاشر. وارتفع معدل الوفيات الناجمة عنها من 000 813 في عام 2000 إلى 1,3 مليون في عام 2019.

## الوفيات حسب فئة الدخل
يُقسم البنك الدولي اقتصادات العالم إلى أربع فئات للدخل - بالاستناد إلى الدخل القومي الإجمالي - وهي الدخل المنخفض، والشريحة الدنيا من فئة الدخل المتوسط، والشريحة العليا من فئة الدخل المتوسط، والدخل المرتفع.

### البلدان ذات الدخل المنخفض
الأشخاص الذين يعيشون في بلد منخفض الدخل تزداد احتمالات وفاتهم بسبب الأمراض السارية مقارنة بالأمراض غير السارية. فستة من الأسباب العشرة الرئيسية للوفاة في البلدان المنخفضة الدخل تتمثل في أمراض سارية على الرغم من تراجعها على الصعيد العالمي.
مازالت الملاريا والسل والأيدز على قائمة الأسباب العشرة الرئيسية. ومع ذلك، فإن هذه الأمراض الثلاثة تتراجع كلها تراجعاً كبيراً. وسُجل أكبر انخفاض بين أهم عشرة أسباب للوفاة في هذه الفئة في الأيدز، حيث تراجع عدد الوفيات في عام 2019 بنسبة 59% مقارنةً بعام 2000.
تزداد أهمية أمراض الإسهال كسبب للوفاة في البلدان المنخفضة الدخل، إذ تحتل المركز الأول بين أهم خمسة أسباب للوفاة في هذه الفئة من الدخل. ومع ذلك، فإن أمراض الإسهال تتراجع في البلدان المنخفضة الدخل على نحو يشكل ثاني أكبر قدر من الانخفاض في عدد الوفيات بين أهم 10 أسباب للوفاة (بمقدار 231 ألف وفاة).
تقل الوفيات الناجمة عن داء الانسداد الرئوي المزمن بصفة خاصة في البلدان المنخفضة الدخل مقارنة بفئات الدخل الأخرى. فهي لا تظهر في قائمة أهم أسباب الوفاة في البلدان المنخفضة الدخل، ولكنها تُعد من بين أهم 5 أسباب للوفاة في فئات الدخل الأخرى.
توجد أسباب الوفاة العشرة الرئيسية الأكثر تنوعاً في بلدان الشريحة الدنيا من فئة الدخل المتوسط: خمسة أمراض غير سارية، وأربعة أمراض سارية، وإصابة واحدة. ويُعد داء السكري سبباً متزايداً للوفاة في فئة الدخل هذه، حيث تحوّل هذا المرض من المركز الخامس عشر إلى المركز التاسع بين الأسباب الرئيسية للوفاة وتضاعف عدد الوفيات الناجمة عنه تقريباً منذ عام 2000.
مازالت أمراض الإسهال تشكل تحدياً كبيراً بوصفها من أهم عشرة أسباب للوفاة في فئة الدخل هذه. ومع ذلك، فإن هذه الفئة من الأمراض تمثل أكبر قدر من الانخفاض في العدد المطلق للوفيات، حيث انخفض عدد الوفيات الناجمة عنها من 1,9 مليون إلى 1,1 مليون بين عامي 2000 و2019. وتتمثل أكبر زيادة في العدد المطلق للوفيات في عدد الوفيات الناجمة عن داء القلب الإقفاري، الذي زاد بأكثر من مليون منذ عام 2000 ليصبح 3,1 ملايين. وقد شهد الأيدز والعدوى بفيروسه أكبر تراجع في المركز بين أسباب الوفاة العشرة الرئيسية السابقة المسجلة في عام 2000، حيث انتقلا من المركز الثامن إلى المركز الخامس عشر.

### الشريحة العليا من فئة الدخل المتوسط
في بلدان الشريحة العليا من فئة الدخل المتوسط، حدثت زيادة ملحوظة في الوفيات الناجمة عن سرطان الرئة، حيث زادت بمقدار 411 ألف وفاة؛ أي ما يزيد على ضعف الزيادة في الوفيات الناجمة عنه في جميع فئات الدخل الثلاث الأخرى مجتمعة. وفضلاً عن ذلك، فإن سرطان المعدة يبرز بدرجة كبيرة في بلدان الشريحة العليا من فئة الدخل المتوسط مقارنة بفئات الدخل الأخرى، فتظل الفئة الوحيدة التي يُعد فيها هذا المرض من بين أهم 10 أسباب للوفاة.
كان من بين أكبر حالات التراجع في العدد المطلق للوفيات، عدد الوفيات الناجمة عن داء الانسداد الرئوي المزمن، الذي انخفض بنحو 264 ألف وفاة ليصبح 1,3 مليون وفاة. ولكن الوفيات الناجمة عن داء القلب الإقفاري زادت بأكثر من 1,2 مليون، ويُعد ذلك أكبر زيادة في العدد المطلق للوفيات الناجمة عن هذا السبب في أي فئة من فئات الدخل.
لا يوجد سوى مرض سارٍ واحد (أمراض القناة التنفسية السفلى) بين أهم عشرة أسباب للوفاة في بلدان الشريحة العليا من فئة الدخل المتوسط. والجدير بالذكر أن الوفيات الناجمة عن الانتحار شهدت انخفاضاً بنسبة 31% منذ عام 2000 في فئة الدخل هذه، حيث انخفض عددها إلى 000 234 وفاة في عام 2019.

### البلدان ذات الدخل المرتفع
في البلدان المرتفعة الدخل، تتزايد الوفيات الناجمة عن جميع الأمراض العشرة الرئيسية باستثناء مرضين اثنين. فيُعد داء القلب الإقفاري والسكتة الدماغية السببين الوحيدين من الأسباب العشرة الرئيسية للوفاة اللذين سجلا انخفاضاً بين عامي 2000 و2019، وكانت نسبة الانخفاض 16% (أو 000 327 وفاة) و21% (أو 000 205 وفاة) على التوالي. كانت فئة الدخل المرتفع هي الفئة الوحيدة التي انخفضت فيها أعداد الوفيات الناجمة عن هذين المرضين. ومع ذلك، فقد ظل داء القلب والسكتة الدماغية من بين الأسباب الثلاثة الأولى للوفاة في فئة الدخل هذه، حيث تجاوز مجموع الوفيات الناجمة عنهما معاً 2,5 مليون وفاة في عام 2019. وفضلاً عن ذلك، فإن الوفيات الناجمة عن أمراض القلب الناتجة عن فرط ضغط الدم آخذة في الزيادة. وصعد هذا المرض من المركز الثامن عشر إلى المركز التاسع بين الأسباب الرئيسية للوفاة، على نحو يُجسّد اتجاهاً عالمياً.
زادت الوفيات الناجمة عن داء ألزهايمر وغيره من حالات الخرف، لتتجاوز السكتة الدماغية وتصبح السبب الرئيسي الثاني في البلدان المرتفعة الدخل، والمسؤولة عن وفاة 000 814 شخص في عام 2019. وكما هو الحال بالنسبة إلى بلدان الشريحة العليا من فئة الدخل المتوسط، لا يظهر سوى مرض سارٍ واحد، وهو أمراض القناة التنفسية السفلى، بين أهم عشرة أسباب للوفاة.

## حسب التكرار
تعود بيانات الجدول التالي لعام 2002، يمكن الحصول على بيانات الوفيات الأحدث (من 2010 للولايات المتحدة فقط) من الموقع CDC.
ملاحظة: الخلفيات الملونة تشير إلى العناصر التي تظهر أيضاً في الجداول اللاحقة. بعض النسب المئوية تتجاوز 100% لأن بعض الوفيات تظهر في الفئات المحددة والفئات واسعة النطاق؛ على سبيل المثال وفيات القلب والأوعية الدموية تشمل حالات الوفاة بسبب مرض القلب الإقفاري والسكتة
| المجموعة | السبب                                                | نسبة الوفيات (مجموعة) | نسبة الوفيات (مجموعات فرعية) | جميع الوفيات لكل 100,000 | وفيات الذكور لكل 100,000 | وفيات الإناث لكل 100,000 |
| -------- | ---------------------------------------------------- | --------------------- | ---------------------------- | ------------------------ | ------------------------ | ------------------------ |
| –        | كافة الأسباب                                         | 100.0                 | 100.0                        | 916.1                    | 954.7                    | 877.1                    |
| A        | أمراض القلب الوعائية                                 | 29.34                 |                              | 268.8                    | 259.3                    | 278.4                    |
| B        | العدوى والأمراض الطفيلية                             | 23.04                 |                              | 211.3                    | 221.7                    | 200.4                    |
| A.1      | مرض القلب التاجي                                     |                       | 12.64                        | 115.8                    | 121.4                    | 110.1                    |
| C        | الأورام الخبيثة (السرطانات)                          | 12.49                 |                              | 114.4                    | 126.9                    | 101.7                    |
| A.2      | الأمراض الدماغية الوعائية (السكتة)                   |                       | 9.66                         | 88.5                     | 85.4                     | 95.6                     |
| B.1      | عدوى الجهاز التنفسي                                  |                       | 6.95                         | 63.7                     | 63.5                     | 63.8                     |
| B.1.1    | عدوى الجهاز التنفسي السفلي                           |                       | 6.81                         | 62.4                     | 62.2                     | 62.6                     |
| D        | أمراض الجهاز التنفسي                                 | 6.49                  |                              | 59.5                     | 61.1                     | 57.9                     |
| E        | الإصابات غير المتعمدة                                | 6.23                  |                              | 57.0                     | 73.7                     | 40.2                     |
| B.2      | متلازمة العوز المناعي المكتسب                        |                       | 4.87                         | 44.6                     | 46.2                     | 43.0                     |
| D.1      | داء الانسداد الرئوي المزمن                           |                       | 4.82                         | 44.1                     | 45.1                     | 43.1                     |
| –        | ظروف النماء السابق للولادة                           | 4.32                  | 4.32                         | 39.6                     | 43.7                     | 35.4                     |
| F        | أمراض الجهاز الهضمي                                  | 3.45                  |                              | 31.6                     | 34.9                     | 28.2                     |
| B.3      | الإسهال                                              |                       | 3.15                         | 28.9                     | 30.0                     | 27.8                     |
| G        | الإصابات المتعمدة (الانتحار، العنف، الحروب، غير ذلك) | 2.84                  |                              | 26.0                     | 37.0                     | 14.9                     |
| B.4      | السل                                                 |                       | 2.75                         | 25.2                     | 32.9                     | 17.3                     |
| B.5      | الملاريا                                             |                       | 2.23                         | 20.4                     | 19.4                     | 21.5                     |
| C.1      | سرطان الرئة                                          |                       | 2.18                         | 20.0                     | 28.4                     | 11.4                     |
| E.1      | حوادث المرور                                         |                       | 2.09                         | 19.1                     | 40.8                     | 10.4                     |
| B.6      | أمراض الطفولة                                        |                       | 1.97                         | 18.1                     | 18.0                     | 18.2                     |
| H        | اضطرابات عصبية                                       | 1.95                  |                              | 17.9                     | 18.4                     | 17.3                     |
| –        | السكري                                               | 1.73                  | 1.73                         | 15.9                     | 14.1                     | 17.7                     |
| A.3      | مرض القلب الضغطي                                     |                       | 1.60                         | 14.6                     | 13.4                     | 15.9                     |
| G.1      | الانتحار                                             |                       | 1.53                         | 14.0                     | 17.4                     | 10.6                     |
| C.2      | سرطان المعدة                                         |                       | 1.49                         | 13.7                     | 16.7                     | 10.5                     |
| I        | أمراض الجهاز البولي التناسلي                         | 1.49                  |                              | 13.6                     | 14.1                     | 13.1                     |
| F.1      | تشمع الكبد                                           |                       | 1.38                         | 12.6                     | 16.1                     | 9.1                      |
| I.1      | التهاب الكلى/اعتلال الكلية                           |                       | 1.19                         | 10.9                     | 11.0                     | 10.7                     |
| C.3      | سرطان القولون                                        |                       | 1.09                         | 10.0                     | 10.3                     | 9.7                      |
| C.4      | سرطانة الخلية الكبدية                                |                       | 1.08                         | 9.9                      | 13.6                     | 6.2                      |
| B.6.1    | الحصبة                                               |                       | 1.07                         | 9.8                      | 9.8                      | 9.9                      |
| G.2      | العنف                                                |                       | 0.98                         | 9.0                      | 14.2                     | 3.7                      |
| –        | وفيات الأمهات                                        | 0.89                  | 0.89                         | 8.2                      | 0.0                      | 16.5                     |
| –        | عيوب خلقية                                           | 0.86                  | 0.86                         | 7.9                      | 8.1                      | 7.7                      |
| J        | سوء التغذية                                          | 0.85                  |                              | 7.8                      | 6.9                      | 8.7                      |
| C.5      | سرطان الثدي                                          |                       | 0.84                         | 7.7                      | 0.1                      | 15.3                     |
| C.6      | سرطان المريء                                         |                       | 0.78                         | 7.2                      | 9.1                      | 5.2                      |
| A.4      | أمراض القلب الوعائية                                 |                       | 0.71                         | 6.5                      | 6.7                      | 6.2                      |
| H.1      | مرض آلزهايمر وأمراض الخرف                            |                       | 0.70                         | 6.4                      | 4.7                      | 8.1                      |
| E.2      | حوادث السقوط                                         |                       | 0.69                         | 6.3                      | 7.5                      | 5.0                      |
| E.3      | الغرق                                                |                       | 0.67                         | 6.1                      | 8.4                      | 3.9                      |
| E.4      | التسمم                                               |                       | 0.61                         | 5.6                      | 7.2                      | 4.0                      |
| C.7      | الأورام اللمفاوية، الأورام النقوية المتعددة          |                       | 0.59                         | 5.4                      | 5.4                      | 5.4                      |
| A.5      | الحمى الرئوية                                        |                       | 0.57                         | 5.3                      | 4.4                      | 6.1                      |
| C.8      | سرطان الفم وسرطان الرأس والعنق                       |                       | 0.56                         | 5.1                      | 7.1                      | 3.1                      |
| E.5      | الاحتراق                                             |                       | 0.55                         | 5.0                      | 3.8                      | 6.2                      |
| B.6.2    | السعال الديكي                                        |                       | 0.52                         | 4.7                      | 4.7                      | 4.8                      |
| C.9      | سرطان البروستاتا                                     |                       | 0.47                         | 4.3                      | 8.6                      | 0.0                      |
| C.10     | ابيضاض الدم                                          |                       | 0.46                         | 4.2                      | 4.7                      | 3.8                      |
| F.2      | قرحة هضمية                                           |                       | 0.46                         | 4.2                      | 5.0                      | 3.5                      |
| J.1      | الموت جوعا                                           |                       | 0.46                         | 4.2                      | 4.2                      | 4.2                      |
| –        | أمراض الغدد الصماء/الاضطرابات الغذائية               | 0.43                  | 0.43                         | 3.9                      | 3.4                      | 4.4                      |
| D.2      | الربو                                                |                       | 0.42                         | 3.9                      | 3.9                      | 3.8                      |
| C.11     | سرطان الرحم                                          |                       | 0.42                         | 3.8                      | 0.0                      | 7.7                      |
| C.12     | ورم البنكرياس                                        |                       | 0.41                         | 3.7                      | 3.9                      | 3.5                      |
| B.6.3    | الكزاز                                               |                       | 0.38                         | 3.4                      | 3.4                      | 3.5                      |
| B.7      | الأمراض المنقولة جنسياً باستثناء الإيدز               |                       | 0.32                         | 2.9                      | 2.9                      | 2.9                      |
| C.13     | سرطان المثانة                                        |                       | 0.31                         | 2.9                      | 4.0                      | 1.7                      |
| B.8      | التهاب السحايا                                       |                       | 0.30                         | 2.8                      | 2.9                      | 2.7                      |
| G.3      | الحروب                                               |                       | 0.30                         | 2.8                      | 5.0                      | 0.5                      |
| B.7.1    | الزهري                                               |                       | 0.28                         | 2.5                      | 2.7                      | 2.3                      |
| –        | الأورام التي لا تصل لدرجة الخباثة                    | 0.26                  | 0.26                         | 2.4                      | 2.4                      | 2.4                      |
| J.2      | فقر الدم الناجم عن عوز الحديد                        |                       | 0.24                         | 2.2                      | 1.5                      | 2.9                      |
| C.14     | سرطان المبيض                                         |                       | 0.24                         | 2.2                      | 0.0                      | 4.4                      |
| B.9      | أمراض مدارية باستثناء الملاريا                       |                       | 0.23                         | 2.1                      | 2.5                      | 1.6                      |
| H.2      | الصرع                                                |                       | 0.22                         | 2.0                      | 2.2                      | 1.8                      |
| –        | الاضطرابات العضلية الهيكلية                          | 0.19                  | 0.19                         | 1.7                      | 1.2                      | 2.2                      |
| B.10     | التهاب الكبد ب                                       |                       | 0.18                         | 1.7                      | 2.3                      | 1.0                      |
| H.3      | مرض باركنسون                                         |                       | 0.17                         | 1.6                      | 1.6                      | 1.6                      |
| H.4      | اضطراب إدمان الكحول                                  |                       | 0.16                         | 1.5                      | 2.5                      | 0.4                      |
| H.5      | اضطرابات معاقرة المواد                               |                       | 0.15                         | 1.4                      | 2.2                      | 0.5                      |
| B.1.2    | عدوى الجهاز التنفسي العلوي                           |                       | 0.13                         | 1.2                      | 1.2                      | 1.2                      |
| C.15     | سرطان الرحم                                          |                       | 0.12                         | 1.1                      | 0.0                      | 2.3                      |
| –        | أمراض الجلد                                          | 0.12                  | 0.12                         | 1.1                      | 0.8                      | 1.4                      |
| C.16     | الورم الميلانيني وسرطان الجلد                        |                       | 0.12                         | 1.1                      | 1.1                      | 1.0                      |
| B.11     | التهاب الكبد الفيروسي ج                              |                       | 0.09                         | 0.9                      | 1.1                      | 0.6                      |
| B.9.1    | داء الليشمانيات                                      |                       | 0.09                         | 0.8                      | 1.0                      | 0.7                      |
| B.9.2    | داء المثقبيات                                        |                       | 0.08                         | 0.8                      | 1.0                      | 0.5                      |
| I.2      | تضخم البروستات                                       |                       | 0.06                         | 0.5                      | 1.0                      | 0.0                      |

## سوء التغذية
يمكن اعتبار سوء التغذية أحد أهم الأسباب الرئيسية التي تسبب قصر الحياة. إذ يعزى 70% من وفيات الأطفال (0-4 سنوات) إلى أمراض الإسهال وعدوى الجهاز التنفسي الحادة والملاريا وأمراض المناعة. من هذه النسبة، يمكن أن يعزى 56% من الوفيات إلى آثار سوء التغذية.
تتضمن آثار سوء التغذية زيادة قابلية العدوى، الهزال العضلي، وتشوهات الهيكل العظمي وتأخر التطور العصبي. وفقاً لمنظمة الصحة العالمية، سوء التغذية هو العامل الأول المساهم في معدل وفيات الأطفال حيث توفي حوالي 36 مليون إنسان عام 2005 بسبب سوء التغذية.

## الاقتصاديات المتقدمة والنامية
أسباب الوفيات الرئيسية وفقاً لتقرير منظمة الصحة العالمية لعام 2001:
| أسباب الوفيات في الدول النامية | عدد الوفيات | أسباب الوفيات في الدول المتقدمة | عدد الوفيات |
| ------------------------------ | ----------- | ------------------------------- | ----------- |
| الإيدز                         | 2,678,000   | مرض القلب التاجي                | 3,512,000   |
| عدوى الجهاز التنفسي السفلي     | 2,643,000   | الأمراض الدماغية الوعائية       | 3,346,000   |
| مرض القلب التاجي               | 2,484,000   | داء الانسداد الرئوي المزمن      | 1,829,000   |
| الإسهال                        | 1,793,000   | عدوى الجهاز التنفسي السفلي      | 1,180,000   |
| الأمراض الدماغية الوعائية      | 1,381,000   | سرطان الرئة                     | 938,000     |
| أمراض الطفولة                  | 1,217,000   | حوادث المرور                    | 669,000     |
| الملاريا                       | 1,103,000   | سرطان المعدة                    | 657,000     |
| السل                           | 1,021,000   | مرض القلب الضغطي                | 635,000     |
| داء الانسداد الرئوي المزمن     | 748,000     | سل                              | 571,000     |
| الحصبة                         | 674,000     | الانتحار                        | 499,000     |

### حسب الفئة العمرية

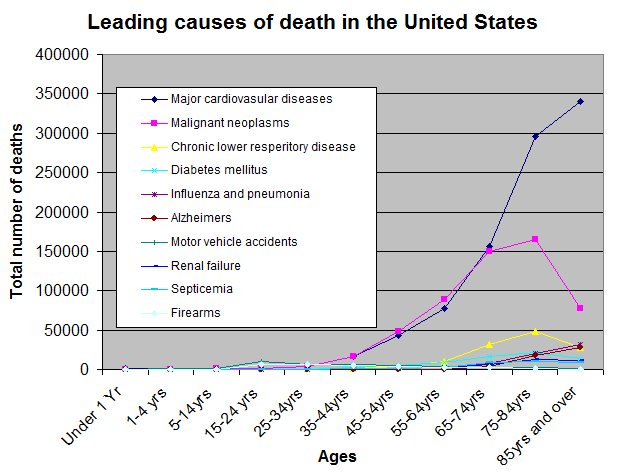
الأسباب الرئيسية للوفاة في الولايات المتحدة حسب الفئة العمرية.

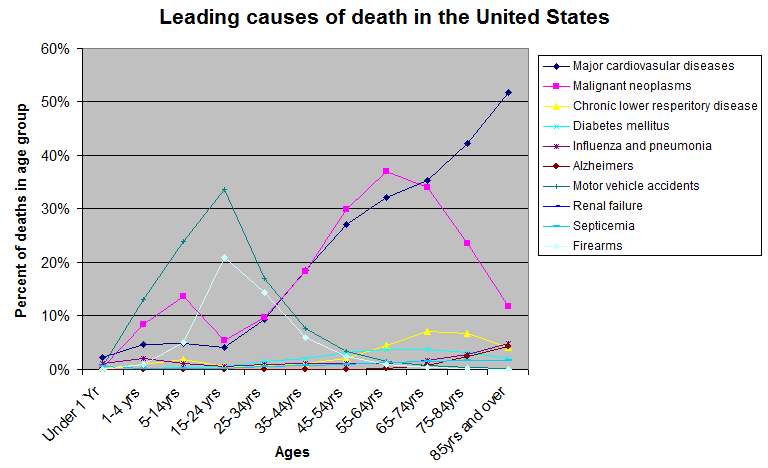
الأسباب الرئيسية للوفيات في الولايات المتحدة حسب نسبة الوفيات في كل فئة عمرية. Perinatal معدل الوفيات (<سنة) نادراً ما تقع ضمن أي من هذه الأسباب.

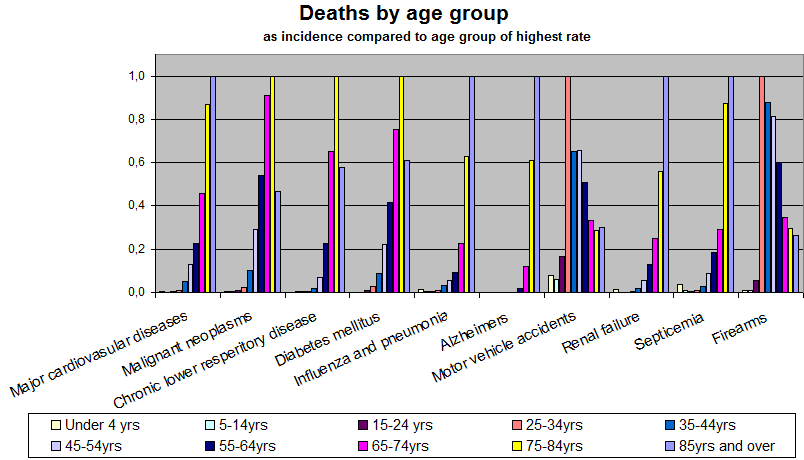
الموت حسب الفئة العمرية بمقارنةً بالفئات العمرية الأكثر نسبةً.

### حسب المهنة
With an average of 123.6 deaths per 100,000 from 2003 through 2010 the most dangerous occupation in the United States is the برج (عمارة) industry.

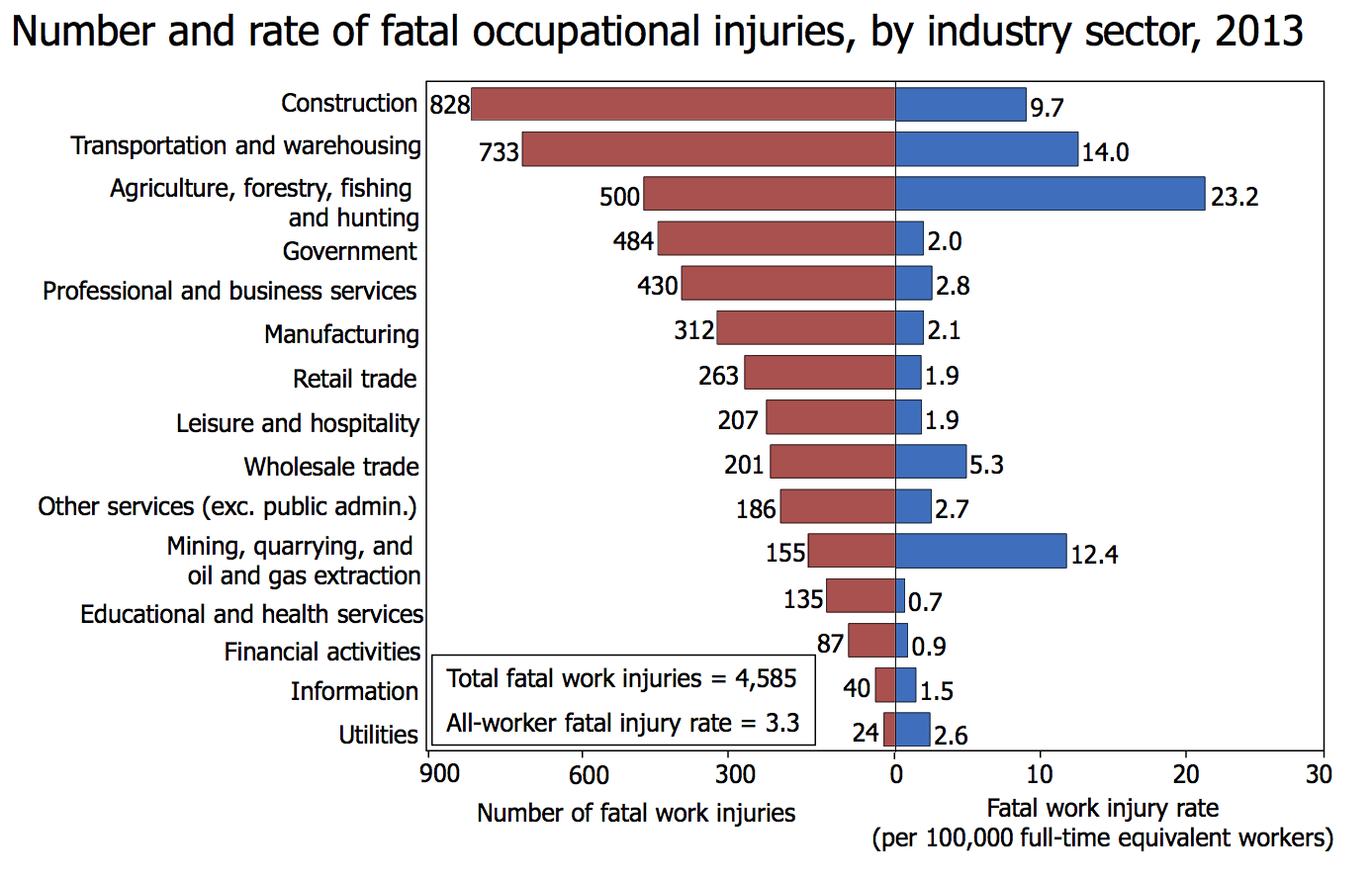
عدد ونسبة الإصابات المهنية المميتة، حسب القطاع الصناعي، في الولايات المتحدة 2006.

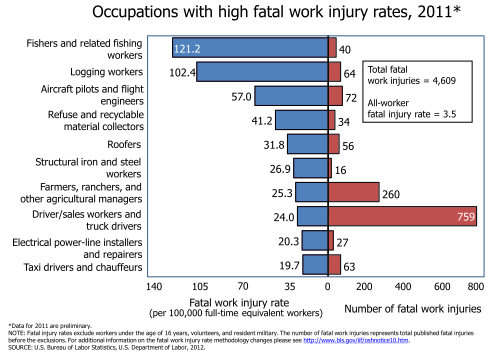
مهن مختارة ذات معدلات وفيات مرتفعة، في الولايات المتحدة عام 2011.

## أهمية معرفة أسباب الوفاة
من المهم أن نعرف لماذا يموت الناس ليتسنى لنا تحسين الأنماط المعيشية للناس. ويساعد قياس عدد الأشخاص الذين يموتون سنوياً على تقييم مدى فعّالية نُظمنا الصحية وتوجيه الموارد إلى حيث تمس الحاجة إليها. فيمكن مثلاً أن تساعد البيانات الخاصة بالوفيات على تركيز الأنشطة على قطاعات مثل النقل، والأغذية والزراعة، والبيئة، فضلاً عن الصحة، وتخصيص الموارد لها.
وقد سلطت جائحة كوفيد-19 الضوء على أهمية استثمار البلدان في نُظم التسجيل المدني والإحصاءات الحيوية للسماح بالعد اليومي للوفيات وتوجيه الجهود الرامية إلى الوقاية والعلاج. كما كشفت الجائحة عن التفكك المتأصل في نُظم جمع البيانات في معظم البلدان المنخفضة الدخل، حيث مازال راسمو السياسات غير متأكدين من عدد الأشخاص الذين يتوفون ومن أسباب وفاتهم.
ولمعالجة هذه الفجوة الحرجة، شاركت المنظمة مع الجهات الفاعلة العالمية في إطلاق أداة "الكشف عن الخسائر في الأرواح الناجمة عن كوفيد-19: حزمة تقنية للترصد السريع للوفيات والاستجابة للوباء". وبتوفير الأدوات والإرشادات اللازمة للترصد السريع للوفيات، يمكن للبلدان أن تجمع بيانات عن العدد الإجمالي للوفيات حسب اليوم، والأسبوع، ونوع الجنس، والعمر، والموقع، لتمكين القادة في مجال الصحة من بدء جهود أنسب من حيث التوقيت لتحسين الصحة.
علاوة على ذلك، فإن المنظمة تضع المعايير وأفضل الممارسات الخاصة بجمع البيانات ومعالجتها وتوليفها من خلال التصنيف الدولي الموحّد والمحسّن للأمراض (المراجعة الحادية عشرة للتصنيف الدولي للأمراض)، وهو منصّة رقمية تُيسّر الإبلاغ عن البيانات الدقيقة عن أسباب الوفاة في الوقت المناسب، حتى تتمكن البلدان من توليد المعلومات الصحية واستخدامها على نحو روتيني بما يتماشى مع المعايير الدولية.
يُعد الجمع والتحليل الروتيني للبيانات العالية الجودة عن الوفيات وأسباب الوفاة والبيانات المتعلقة بالإعاقة المصنّفة حسب العمر ونوع الجنس والموقع الجغرافي، ضروريين من أجل تحسين الصحة والحد من الوفيات والإعاقة في جميع أنحاء العالم